# L'Étrange Monsieur Peppino
Pour plus de détails, voir Fiche technique et Distribution.
L'Étrange Monsieur Peppino (L'imbalsamatore) est un film italien réalisé par Matteo Garrone, sorti en 2002.

## Synopsis
Un homme trop petit, un homme trop grand, une jeune fille à la bouche refaite se rencontrent par hasard : une rencontre qui devrait n'avoir aucune suite et qui devient, fatalement, la chronique tourmentée d'un amour nié.
Peppino, l'homme trop petit, est embaumeur. Valerio, le jeune homme trop grand, est serveur. Deborah, elle, change tout le temps de métier... Ils ont des rêves différents, des pulsions secrètes : ce sont trois naufragés qui tentent de s'accrocher à la certitude d'un amour capable de normaliser et de justifier leur mal de vivre commun... 

## Fiche technique
- Titre : L'Étrange Monsieur Peppino
- Titre original : L'imbalsamatore
- Réalisation : Matteo Garrone
- Scénario : Matteo Garrone, Ugo Chiti et Massimo Gaudioso
- Production : Domenico Procacci
- Musique : Banda Osiris
- Photographie : Marco Onorato
- Montage : Marco Spoletini
- Décors : Paolo Bonfini
- Costumes : Francesca Leondeff
- Pays d'origine :  Italie
- Format : Couleurs - 2,35:1 - Dolby Digital
- Genre : Drame
- Durée : 101 minutes
- Date de sortie : 2002

## Distribution
- Ernesto Mahieux : Peppino
- Valerio Foglia Manzillo : Valerio
- Elisabetta Rocchetti : Deborah
- Lina Bernardi : Mère de Deborah
- Pietro Biondi : Père de Deborah
- Bernardino Terracciano : Boss
- Marcella Granito : Manuela

## Récompenses et distinctions
- Meilleur scénario et meilleur second rôle pour Ernesto Mahieux lors des Prix David di Donatello